# Liste der deutschen Botschafter in Eritrea
Die Liste der deutschen Botschafter in Eritrea enthält alle Botschafter der Bundesrepublik Deutschland in Eritrea. Sitz der Botschaft ist in Asmara.
| Name                                      | Amtszeit  |
| ----------------------------------------- | --------- |
| Wolfgang Ringe                            | 1995–1998 |
| Elmar Timpe                               | 1998–2000 |
| Hubert Kolb                               | 2000–2003 |
| Ulf Hanel                                 | 2003–2006 |
| Alexander Beckmann                        | 2006–2008 |
| Klaus Peter Schick                        | 2008–2012 |
| Viktor Richter                            | 2012–2014 |
| Andreas Zimmer                            | 2014–2018 |
| Gerald Wolf                               | 2018–2023 |
| Ingeborg Beggel (Geschäftsträgerin a. i.) | 2023–2024 |
| Toralf Pilz (Geschäftsträger a. i.)       | seit 2024 |